# Kayapınar, Felahiye
Kayapınar là một xã thuộc huyện Felahiye, tỉnh Kayseri, Thổ Nhĩ Kỳ. Dân số thời điểm năm 2008 là 978 người.